# The Mask of Orpheus
The Mask of Orpheus är en engelsk opera (Lyric tragedy) i tre akter med musik av Harrison Birtwistle och text av Peter Zinovieff.

## Historia
Myten om Orfeus har fascinerat operatonsättare ända sedan operans födelse i början av 1600-talet. Birtwistle ville med sitt verk utforska språkets, musikens och mytens ursprung och natur. Enligt librettisten Zinovieff ska ordet "Mask" lätt syfta på de Maskspel som förekom vid hovet hos drottning Elisabet I av England. Dessa spel kombinerade musik, dans, poesi och dekor för att uttrycka mytologiska och allegoriska saker. Efter att ha tonsatt de första två akterna 1973-75 gjorde Birtwistle ett uppehåll då han tvivlade på att operans komplexitet kunde passa den mindre operascenen i Glyndebourne. Sex år senare (1981) fortsatte han med operan och slutförde den 1984. Operan hade premiär den 21 maj 1986 på English National Opera.

## Operans komplexitet
De tre huvudkaraktärerna Orpheus, Aristaeus och Euridice uppenbarar sig i tre olika gestalter: en mytologisk, en heroisk och en mänsklig. Varje gestalt representerar dessutom var sin tidsaspekt (som de har blivit spådda, som de händer och som de minns) och spelas av tre olika personer (sångare med en dockkopia, dansare och mimare). Birtwistles önskan var att utforska samma händelse ur så många synvinklar som möjligt. Ett exempel på detta är de två versionerna av hur Aristaeus närmanden mot Euridice kan ses simultant på scen: i den ena versionen våldför sig Aristaeus på Euridice innan hon dör, i den andra låter hon sig förföras. Hennes död ses som respektive befrielse och straff. Senare "minns" Orpheus detta, men nu är det han och inte Aristaeus som förför Euridice.
Elektronisk teknik utgör en stor del av verkets särart. Varje akts tema (bröllop, begravning och offer) indikeras av en ljudmatta (eller "aura") av elektroniska ljud som tjänar som en bakgrund till musiken. Det finns ungefär 70 ställen i operan där Apollon talar. Hans djupa, röstliknande ljud skapades vid IRCAM (ett institut för forskning och studier av elektroakustisk konstmusik) i Paris i samarbete med Barry Anderson, och består av ett påhittat språk där orden endast består av bokstäver från namnen Orpheus och Euridice ('RUFÌ AS-RÌ DÌ' betyder 'Love did it'). Apollons röst är den enda elektroniska rösten i operan. De andra framförs på traditionellt sätt där vidden i kulör och uttryck spänner mellan sångbar lyriskhet och kärv Sprechgesang. 
Vid sex tillfällen i operan stannar handlingen upp och mimare illustrerar en grekisk myt till ackompanjemang av korta elektroniska stycken. Tre av dessa mim-mellanspel har titlarna "Allegorical Flowers of Reason" (Adonis, Hyakinthos och Lotus representerar den apolloniska instinkten) och tre "Passing Clouds of Abandon" (Dionysos, Lykurgos och Pentheus representerar den dionysiska instinkten). Musiken till dessa mellanspel utförs på harpa.

## Personer
- Orpheus Mannen, Orpheus Myten, Hades (tenor)
- Euridice Kvinnan, Euridice Myten, Persefone (lyrisk mezzosopran)
- Aristaeus Mannen, Aristaeus Myten, Charon (hög baryton)
- De dödas orakel, Hekate (hög sopran)
- Utroparen (basbaryton)
- Tre furier (sopran, mezzosopran, kontraalt)
- Tre präster (tenor, baryton, basbaryton)
- 12-delad kör (i orkesterdiket)
- Mimare

## Handling
Verket är intrikat uppbyggt över tre timmars speltid. Partituret är uppdelat i 42 "händelsetrilogier": tre Magiska Formler, tre Orfeiska Hymner, tre Hysteriska Arior osv. Dessa trilogier överlappar oftast varandra eller inträffar samtidigt. Men det medför ändå en sorts repetition av musikmaterial. Återkommande händelser (som Orpheus självmord) är nästan alltid förändrade eller förvanskade i någon mån, ofta beroende på om de har blivit spådda, observerade eller ihågkomna. Då den musikaliska stilen är mer kompakt och komplex än i andra sceniska verk spänner den från ögonblick av ömhet och patos till moment av ren skräck (som i oraklets dödsskrik när Orpheus försöker lära henne att sjunga). 
Det är svårt att försöka återge en synopsis av operan beroende på dess mångfacetterade närmande till myten om Orfeus. Olika versioner av händelserna presenteras och presenteras på nytt i varierande perspektiv. Varje akt är uppbyggd kring ett enskilt ämne: Euridices bröllop och död i akt I, Orpheus nedgång till underjorden i akt II, och språkets uppfinning och den kultiska mytens födelse i akt III.

### Akt I
Parodos: Solen stiger upp och Apollon skänker Orpheus gåvan att tala, skriva poesi och komponera musik. Hans första talförsök sammanfaller med hans första minnesbild då han erinrar sig seglatsen ombord på Jasons skepp Argo.
Akt I består av tre scener. I den första blir Orpheus förälskad i Euridice och uppvaktar henne. Deras bröllop omgärdas av dåliga omen trots Orpheus kärlekssång. Den andra scenen visar i två samtida versioner Euridices död (av ett ormbett). Den tredje scenen består av Euridices begravning sedd från Orpheus synvinkel, efter vilken han rådgör med dödsoraklet hur han skall ledsaga Euridice till dödsriket.

### Akt II
Orpheus färdas genom dödsrikets 17 valv, alla med symboliska namn, och möter så småningom Hades, Persefone och Hekate. Han färdas över floden Styx och sjunger för färjkarlen Charon. Han får furierna att gråta med sin skönsång och får sin förestående död spådd av dödsrikets domare. Efter att ha passerat alla döda i sin ångest står han framför dödsrikets tre härskare. Han lyckas undslippa dem och återtar sin resa upp i tron att Euridice följer honom, men det är bara hennes kopior (Persefone och Euridice Myten) som är där. Orpheus krossar åter Styx men finner att Euridice är oförmögen att göra detsamma. När han inser att han har förlorat henne för alltid hänger han sig. (Akten började med ännu en version av Euridices död och Orpheus Mannens berättelse klargör att hela resan med dess syner och spökbilder av Euridice, hela tiden har inträffat i hans drömmar påverkade av all utmattning och sorg. När Charon tar med sig den sista av Euridices tre olika skepnader tillbaka för evigt vaknar Orpheus.)

### Akt III
Akt III består av nio "episoder" sammanlänkade av tidsskeden. I de första tre går tiden baklänges så att Orpheus först upplever sin uppkomst från dödsriket, sedan nedgången och slutligen Euridices död. Sedan vänder tiden och går framåt och resan från underjorden följs av Aristaeus straff från sina egna bin. Slutligen dödas Orpheus Mannen av Zeus åskvigg för att ha avslöjat gudomliga hemligheter, och Orpheus Myten lemlästas av de dionysiska menaderna. Tiden går in i framtiden och Orpheus blir en kultfigur vars huvud sjunger medan den flyter nedför floden. Orpheus Myten blir ett orakel och tystas slutligen av Apollon, Orpheus andlige fader. I den sista episoden går tiden baklänges igen då de dionysiska menaderna åter offrar Orpheus och äter hans kött.